# ByuN
Пён Хён У (кор. 변현우, род. 8 мая 1993, Чхонан, Республика Корея), более известный под своим никнеймом ByuN, — корейский профессиональный игрок в StarCraft II, играющий за расу терранов, в настоящее время выступающий за команду Shopify Rebellion с 2021 года. Чемпион мира 2016 года, а также первый человек, выигравший Global StarCraft II League без поддержки команды, за что заработал прозвище The One Man Army. В 2019 году приостанавливал карьеру киберспортсмена в связи с уходом на военную службу. На 2023 год Пён выиграл 572 414 долларов призовых. ESPN назвало Пёна лучшим игроком 2016 года в киберспорте. Также он был номинирован на награду «лучший киберспортсмен» на церемонии The Game Awards 2016.

## Биография
По словам Пёна, он никогда не рассматривал игры в качестве возможной карьеры. В детстве он увидел матч July против Midas в игре StarCraft: BroodWar, который его очень впечатлил, но это не породило в нём желание стать киберспортсменом. Лишь добившись значительных успехов онлайн, он попытался найти команду и неожиданно для самого себя стал профессиональным игроком.
Свою карьеру киберспортсмена Пён начал под никнеймом Bleach после того, как StarCraft II был официально выпущен в Южной Корее. В своих первых двух сезонах GSL он играл за расу протоссов, однако затем переключился на терранов. Первые годы его карьеры были не очень успешными: своего лучшего результата — второго места на GSL — он добился после заключения пари с руководством команды, разрешившим ему приручить щенка в случае достижения этого результата.
При игре онлайн Пён показывал хороший уровень игры, однако при игре вживую он слишком нервничал, что приводило к ошибкам. К концу 2013 года он перестал появляться на оффлайн-турнирах, время от времени успешно калибруясь на онлайн-мероприятиях, однако отказываясь ехать на турниры, право на участие в которых зарабатывал. Главной причиной этого перерыва Пён называл потерю веры в свои способности. 18 октября 2015 года, за день до скандала, связанного с договорными матчами команды, ByuN покинул Prime и присоединился к X-Team. В мае 2016 года он ушёл из команды X-Team, сославшись на слабое финансирование, и не стал искать новую.
По словам Пёна, он не собирался возвращаться в киберспорт и после выхода StarCraft II: Legacy of the Void. Однако в 2016 году он планировал посетить Китай, что потребовало поездки в Сеул для получения визы. По чистой случайности, именно в это время в Сеуле проводились отборочные чемпионаты по StarCraft II, в которых Пён решил принять участие и выиграл, победив в финале Ким «sOs» Ю Джина и став первым бескомандным победителем GSL. Во время подготовки к соревнованию он тренировался с людьми из Северной Америки и Европы, желавшими помочь Пёну в своё свободное время, и в рейтинговом режиме StarCraft II, причём, в отличие от многих других киберспортсменов, желавших скрыть свой процесс подготовки, он транслировал свои игры на Twitch, иногда по 12 часов в сутки. На турнире Пён получил прозвище «The One Man Army». По словам Пёна, выиграть турнир ему помогла поддержка его главного кумира, Ли «INnoVation» Син Хёна, транспарант которого он увидел в зале.
Спустя два месяца Пён принял участие в WCS, уже в составе команды — к тому времени он успел подписать контракт с Team Expert. Большинство же остальных участников турнира участвовали без команд, расформированных после закрытия Proleague; единственным исключением осталась команда Jin Air Green Wings. Из этого чемпионата Пён вышел победителем. Спустя месяц Пён выигрывает китайский чемпионат World Cyber Arena.
Издание ESPN назвало Пёна лучшим игроком 2016 года в киберспорте (англ. 2016 ESPN Esports Awards – Player of the Year), отметив, что после закрытия Proleague StarCraft «был на последнем издыхании», потерявшие команды киберспортсмены участвовали в, вероятно, своих последних турнирах, поэтому «StarCraft’у нужен был герой — и им стал Пён». Также он был номинирован на награду «лучший киберспортсмен» (англ. Best eSports Player) на церемонии The Game Awards 2016, однако в результате награду получил Марсело «Coldzera» Дэвид, игрок в Counter-Strike: Global Offensive.
29 января 2019 года карьера Пёна была прервана уходом на военную службу.

## Стиль игры
Пён считается одним из сильнейших игроков в микроконтроле. Особенно выделяется он превосходным контролем юнита «головорез». Извлекаемое им из этого преимущество было настолько велико, что юнит дважды был ослаблен в обновлениях баланса игры.

## Достижения
- 2011 Global StarCraft II League July: Code S (3—4 место)
- 2012 Global StarCraft II League Season 3: Code S (3—4 место)
- 2016 Global StarCraft II League Season 2: Code S (1 место)[16]
- 2016 WCS Korea Season 2 Cross Finals (3—4 место)[17]
- 2016 WCS Global Finals (1 место)[3]
- World Cyber Arena 2016 Global Finals (1 место)[8]
- IEM Season XII — Shanghai (3—4 место)[18]
- TeamLiquid StarLeague 6 (3 место)